# クレージーハウス

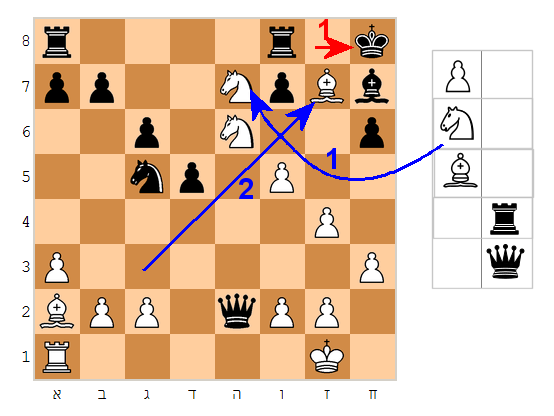
1.N@e7+ Kh8 2.Bxg7#
クレージーハウスの実戦例。
持ち駒のナイトをe7に打ち、逃げたキングを次の手でメイトした。

クレージーハウス（Crazyhouse）は、変則チェスの1つ。持ち駒ルールがある。東欧ではクレージーチェスとも呼ぶ。2組の盤駒と4人のプレイヤーで行う持ち駒ルールのあるバグハウスチェスと似ている。バグハウスチェスの1組、2人版ともいえる。以前は駒を2組用意した上で取った駒をそのつど自分の色の駒に取り替える必要があったが、ネット対戦ではソフトウェアなのでこの作業が不要になっている。

## ルール
- 盤や駒、初期配置、駒の動かし方は通常のチェスと同じ。
- 相手の駒を取ったとき、相手の駒を使える。一般的には色を変えて自分の持ち駒とする。
  - 他の駒にプロモーションしたポーンは、取って持ち駒になると同時にポーン状態に戻る。
- 自分の手番のときに盤上の自分の駒を動かすか、持ち駒を一つ盤上に打つことができる。
  - 持ち駒は自分および相手の駒がない任意のマスに打つことができる。
  - ただし、ポーンは1段目と8段目に打ってはならない。
- 打った駒は一度動いたと見なされるため、打ったルークを用いてキャスリングすることはできない。ただし、白の2段目、黒の7段目に打ったポーンを2マス進めることは可能な場合がある。

## 将棋との比較
将棋では持ち駒を打つ際の禁じ手として二歩と打ち歩詰めがあるが、クレージーハウスではこれらの禁じ手は存在しない。ただし「行き所のない場所に駒を打つ」という反則はポーンについて存在する。(黒のポーンを1段目に、白のポーンを8段目に打てない)

## 棋譜の付け方
棋譜の付け方は通常のチェスと同じであるが、打った駒を表す時は駒の種類を現す記号の次に@を付け、その後に打った座標を書く。例えばナイトをd5に打った時はN@d5と書く。

## FEN
クレージーハウスにはFENの正式な仕様が存在しない。 しかし、Lichessでは、拡張されたバージョンのFENが用いられている。以下にクレージーハウスのFEN実装例を示す。
```
r2qk3/pp2bqR1/2p5/8/3Pn3/3BPpB1/PPPp1PPP/RK1R4/PNNNbpp b - - 89 45
```

Lichessでは単純に0行目として駒台を追加している。ただし駒台には8個以上の駒が乗ることがあるので、最終セクションの長さは8文字以上になることがある。